# Talibã

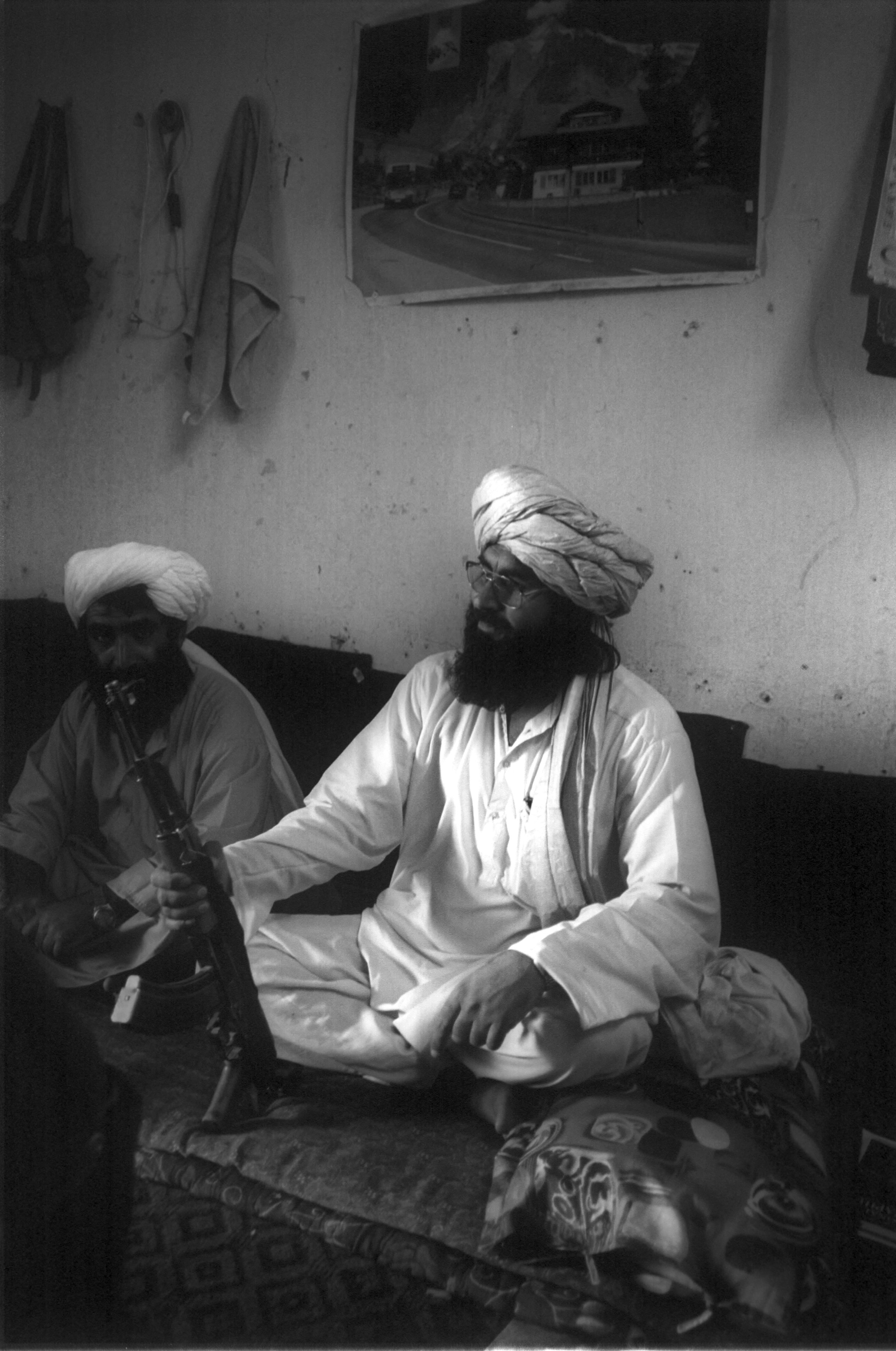
Guarda de fronteira do Talibã em Torkham, no Afeganistão, em 2001

Talibã (também transliterado Taleban, Taliban ou Talebã, do pachto: طالبان, transl. ṭālibān, "estudantes") é um movimento fundamentalista e nacionalista islâmico que se difundiu no Paquistão e, sobretudo, no Afeganistão, a partir de 1994 e que, efetivamente, governou cerca de três quartos do Afeganistão entre 1996 e 2001, apesar de seu governo ter sido reconhecido por apenas três países: Emirados Árabes Unidos, Arábia Saudita e Paquistão. Seus membros mais influentes eram ulemás (isto é, teólogos) em suas vilas natais. O movimento desenvolveu-se entre membros da etnia pachtun, porém também incluía muitos voluntários não afegãos do mundo árabe, assim como de países da Eurásia e do Sul e Sudeste da Ásia.
É, oficialmente, considerado como organização terrorista pela Rússia, União Europeia, Estados Unidos, Canadá, Emirados Árabes Unidos e Cazaquistão.
Por quase duas décadas, seu líder foi Mohammed Omar, considerado um dos mais influentes jihadistas do mundo. Ele liderou a luta para estabelecer os Talibã como a principal força política e militar no Afeganistão na década de 1990, e depois liderou a insurgência contra tropas ocidentais no território afegão. Quando morto, em 2013, foi sucedido por Akhtar Mohammad Mansour. Este, contudo, também foi morto em um ataque aéreo por forças lideradas pelos Estados Unidos em maio de 2016. Foi sucedido por Mawlawi Hibatullah Akhundzada, que assumiu, em 25 de maio, o controle operacional completo do grupo.
Em 17 de agosto de 2021, após duas décadas afastado do poder, o Talibã retomou o controle do Afeganistão ao conquistar Cabul e derrubar o governo central afegão. Em seguida um novo Emirado Islâmico foi proclamado.

## Primórdios do movimento
Durante a Invasão Soviética do Afeganistão (1979-1989), o governo dos Estados Unidos, através da chamada Operação Ciclone, nome em código do programa da CIA, armou os mujahidins do Afeganistão. Foi uma das mais longas e dispendiosas operações da CIA já realizadas. Entre 1987 e 1989, os serviços secretos do Paquistão (o ISI) e a CIA operavam juntas, armando as milícias que combatiam as tropas soviéticas.
Cerca de 90 000 afegãos, incluindo Mohammed Omar, foram treinados pelo ISI do Paquistão durante a década de 1980.
De 15 de maio de 1988 até 15 de fevereiro de 1989, o exército soviético retirou as suas tropas do Afeganistão, tendo previamente negociado cessar-fogo com os comandantes dos mujahidins, para garantir uma passagem segura.
Após a retirada russa, os vários grupos armados combateram-se entre si e também contra o governo comunista instalado de Mohammad Najibullah, que continuou durante algum tempo a ser apoiado pela Rússia. Quanto aos mujahidins, o Paquistão continuava a fornecer-lhes armamento.

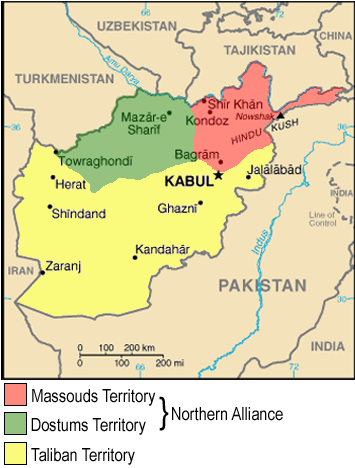
Territórios controlados pelas partes em conflito em 1996: em amarelo território sob controle do Talibã

Depois que os vários grupos de resistência contra a ocupação soviética tomaram Cabul, em 1992, houve um agravamento das lutas internas e guerra civil.
No Outono de 1994, 40 a 50 estudantes muçulmanos, insatisfeitos com o caos do país, reuniram-se em Sansigar, a cerca de 40 quilómetros de Khandahar, com as duas principais figuras, o Mulá Abdul Salam Zaeef e Mohammed Omar, com a ideia de desarmar os bandos, acabar com os crimes e estabelecer a Xaria. Nomearam Mohammed Omar como seu comandante. Assim foi o começo modesto dos Taliban; na noite seguinte, surpreendentemente, já a BBC (em pachtun) anunciava o encontro. O ISI paquistanês estava preocupado com a instabilidade no norte, e vendo a oportunidade de acabar um a instabilidade e instalar um possível fantoche, apoiou o nascente grupo.
Os Talibã surgiram como uma alternativa caracterizada pela predominância pachtun, o grupo étnico maioritário no país e pelo rigor religioso extremo, criando na população expectativas de que acabaria com o constante estado de guerra interno e com os abusos dos senhores da guerra. Ao redor de Khandahar, numerosos bandos armados tinham estabelecido checkpoints nas estradas, só permitindo a passagem após o pagamento de uma taxa e cometendo ocasionalmente outros crimes.
A primeira ação armada dos Taliban foi o estabelecimento do seu próprio checkpoint na estrada perto da vila de Hawz-i-Mudat. O grupo tinha algumas armas apenas, uma velha motocicleta russa e quase nenhum dinheiro, e o movimento poderia ter morrido no berço, não fosse o grande apoio da população local. Dentro de poucos dias já eram em número de mais de 400 combatentes, e começaram a acabar com os checkpoints mais próximos.
Em 12 de Outubro de 1994, um grupo de 200 Talibã assumiu, em cerca de quinze minutos, o controle de Spin Boldak, na fronteira entre o Afeganistão e o Paquistão, um importante posto alfandegário no lucrativo comércio de camiões. Após essa vitória, o Paquistão intensificou a ajuda ao movimento, principalmente por meio de Nasrullah Babar, um integrante da etnia pachtun que era Ministro do Interior. Dentre os motivos deste apoio aos Talibã, estava a crença na sua capacidade de restaurar a ordem nas estradas afegãs e de estabelecer um governo estável, que viabilizaria a construção de um possível gasoduto, podendo ser seu aliado em suas disputas contra a Índia.
Antes de apoiar o Taliban, o Serviço Secreto Paquistanês apoiava Gulbuddin Hekmatyar, o "Carniceiro de Cabul", um líder pachtun e partidário do fundamentalismo islâmico, mas que não conseguiu estabelecer controle do país.

## Consolidação

### Conquista de Kandahar
Já em novembro de 1994, os talibãs atacavam Kandahar, a segunda cidade mais importante do Afeganistão, que conquistaram ao fim de três dias com pouquíssimas baixas. Naqib, um dos comandantes da cidade, passou para o lado do grupo com os seus 20 mil homens. Nisso, os talibãs tomaram posse dum importante arsenal, que incluía dezenas de tanques, veículos blindados, seis caças MiG-21, e seis helicópteros, deixados para trás pelos russos.
Desde logo os primeiros decretos dos talibãs em Kandahar visaram as mulheres: proibidas de trabalhar fora de casa; forçadas a usar burcas; proibidas de frequentar as escolas, e impedidas de ser vistas por médicos masculinos, entre outras proibições.
Em Fevereiro de 1995, os seus efectivos somavam cerca de 25 mil combatentes.

### Tomada de Herat
Em 5 de Setembro de 1995, o movimento conquista, também com pouca resistência, a cidade de Herat.
A população de Herat, a primeira cidade de língua farsi capturada pelos talibãs, era mais sofisticada e religiosamente liberal do que os talibãs estavam acostumados. A cidade, após a queda do regime pró-soviético, tinha sido governada por Ismail Khan, desde 1992, e tinha-se mantido em relativa paz no meio do conflito. A população escolar era de cerca de 21 mil estudantes femininas para 23 mil estudantes masculinos. A maior parte dos professores eram mulheres, que também ensinavam os rapazes. Culturalmente e linguisticamente, Herat nada tinha a ver com os Taliban — eram, além do mais, maioritariamente xiitas.
Os invasores aplicaram imediatamente a Xaria, confinando as mulheres às suas casas e fechando as escolas femininas. Segundo a AFP, em outubro desse ano os Taliban asseguraram a um funcionário das Nações Unidas que "a educação feminina receberá a devida atenção, dentro da estrutura islâmica, nas áreas sob o seu controle".

### Tomada de Cabul
Subiram ao poder depois de derrotar o presidente Burhanuddin Rabbani e seu chefe militar, Ahmad Shah Massoud, tendo ocupado a capital, Cabul, em 27 de Setembro de 1996, após meses de bombardeamentos desde o inverno de 1995. Violando a imunidade diplomática do complexo da ONU, onde o ex-presidente comunista Mohammad Najibullah e seu irmão estavam refugiados, os Taliban entraram, espancaram e torturaram os dois, castraram o antigo presidente, arrastaram-no atrás dum jipe pelas ruas e finalmente mataram-no a tiro. O irmão foi estrangulado, e os dois cadáveres deixados pendurados em postes na rua.
Em 2000, o governo Taliban destruiu com machados cerca de 2 750 obras de arte antigas no Museu Nacional de Cabul, porque retratavam seres vivos, o que "ofendia seu conceito de Alá". A equipe de demolição foi liderada pelo ministro da Informação e Cultura e pelo ministro das Finanças, segundo o Los Angeles Times. Um guia turístico de 1974 é tudo o que resta para documentar os objectos destruídos.
Logo após tomar Cabul, os Taliban impuseram a sua versão do sistema islâmico. Todas as mulheres foram proibidas de trabalhar, o que provocou imediatamente o caos, pois um quarto dos serviços civis de Cabul, todo o ensino e grande parte dos serviços de saúde dependiam das mulheres. As escolas femininas foram fechadas, afectando cerca de 70 mil estudantes. As mulheres foram obrigadas a tapar-se da cabeça aos pés.
Viúvas de guerra foram impedidas de ganhar o seu sustento e das famílias. A Rádio Cabul foi renomeada Radio Xaria. Todos os dias traziam novas proibições. Cabul era uma cidade sob ocupação.

### Massacres de Mazar-E-Sharif
Em Maio de 1997, os Taliban tinham invadido pela primeira vez Mazar-e-Sharif, a única grande cidade controlada pelas forças adversárias, conquistando-a durante 4 dias, tendo sido expulsos. Nesta ocasião, foram executados sumariamente, segundo relatos, cerca de dois mil prisioneiros talibã.
Em 8 de Agosto de 1998 voltaram a tentar, exercendo uma terrível vingança. Após conseguirem tomar a cidade, no que foi descrito como um "frenesim assassino", percorreram as ruas atirando contra tudo o que se movesseː homens, mulheres, crianças e até animais. Durante seis dias, não foi permitido sepultar os mortos; os cadáveres apodreciam nas ruas.
Nos dias que se seguiram, as forças dos Talibã realizaram uma busca sistemática de membros masculinos das etnias hazara, tadjique e uzbeque na cidade. Os hazaras, eram xiitas de língua persa, e foram particularmente visados, considerados kafir. Também foram mortos oito funcionários iranianos no consulado iraniano na cidade e um jornalista iraniano. Milhares de homens de várias comunidades étnicas foram detidos primeiro na cadeia superlotada da cidade e depois transportados em camiões fechados para outras cidades, incluindo Shiberghan, Herat e Kandahar, muitas vezes chegando mortos ao destino. A Human Rights Watch acredita que o número de vítimas ultrapassou dois mil; houve relatos de que mulheres e crianças teriam sido violadas e raptadas durante a conquista.

## Destruição de livros
A 12 de Agosto de 1998, os Talibãs queimaram toda a colecção de 55 000 livros de uma das mais belas bibliotecas públicas do Afeganistão. Pertencente à Fundação Nasser Khosrow, manuscritos datados de mais de dez séculos, incluindo um exemplar de Alcorão com cerca de 1000 anos, estavam expostos ao lado de muitos autores ocidentais. O movimento usou RPG (lança granadas) para levar a cabo a destruição completa.

## Destruição de estátuas de Buda

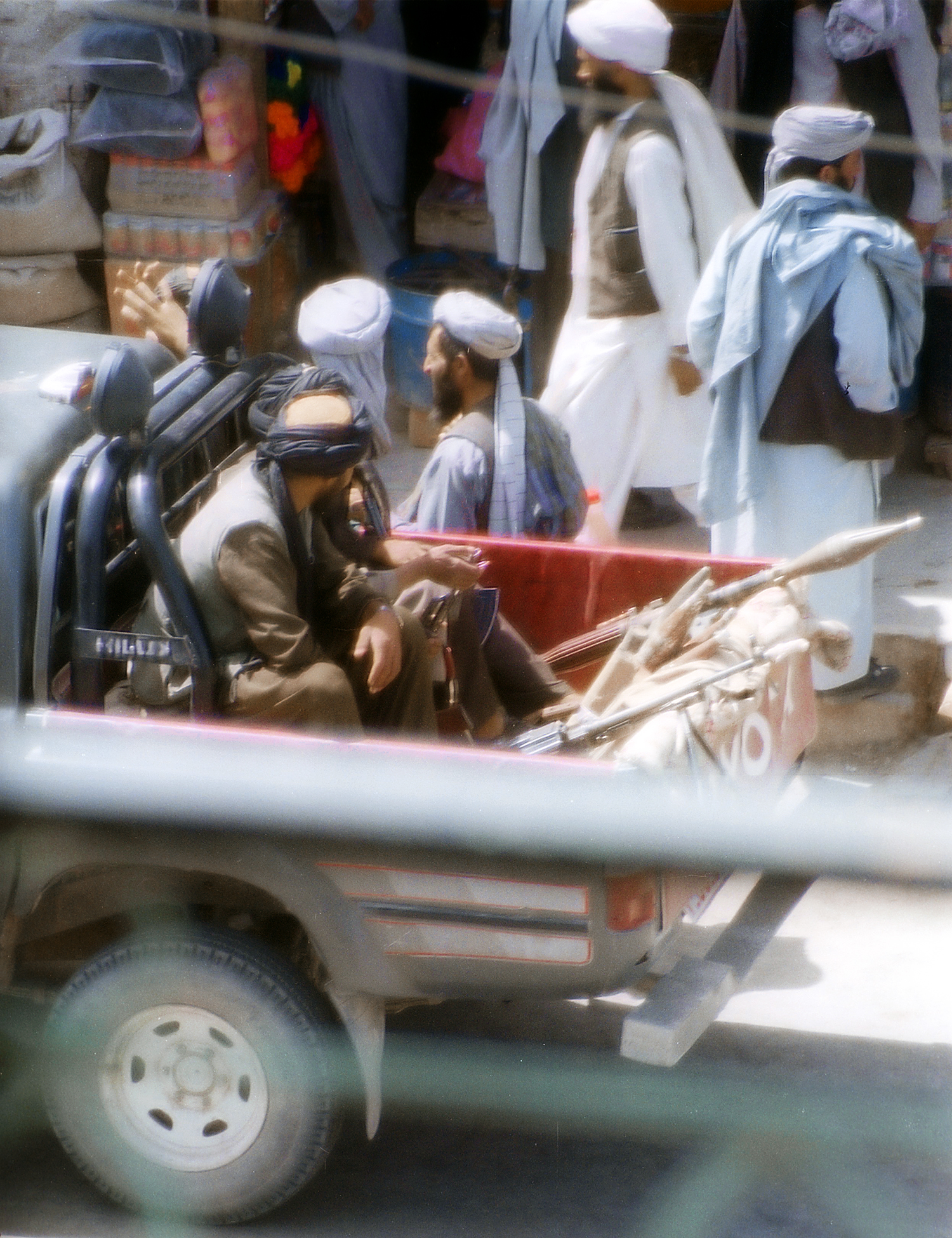
Talibãs em Herat em Julho de 2001

Depois de implementar um rigoroso regime islâmico e surpreender o mundo com algumas ações mais extremas, procederam a destruição dos Budas de Bamiyan (Patrimônio da Humanidade), que, depois de sobreviver quase intactos durante 1 500 anos, foram destruídos com dinamite e disparos de tanques. Em março de 2001, os dois maiores Budas foram demolidos em alguns meses de bombardeio pesado. O governo islâmico do Talibã criticou a UNESCO e as ONGs do exterior pela doação de recursos para reparar essas estátuas quando haveria muitos problemas urgentes no Afeganistão e decretou que as estátuas eram ídolos e, portanto, contrárias ao Alcorão.

## Primeiros contratempos

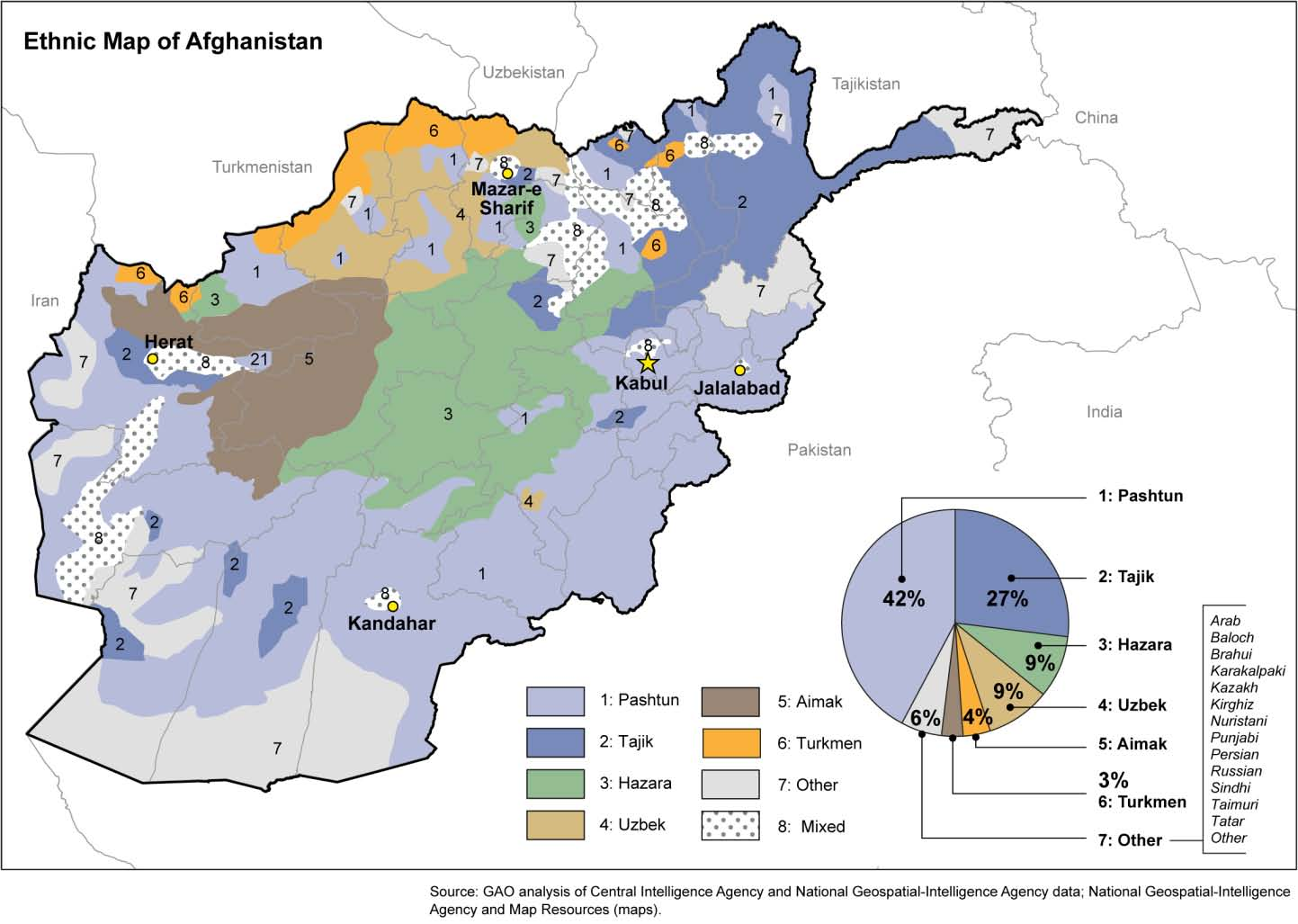
Distribuição das diversas etnias no território em 2013, segundo fontes do Governo dos EUA

A maioria dos Taliban eram da etnia Pashtun, e a sua ideologia era uma mistura de religião com as normas pashtunwali, que lhe eram anteriores. A sua progressão militar foi facilitada enquanto se deu entre populações da sua etnia, mas dificultada quando encontrou outros grupos étnicos, como os Tajiques (29% da população), Uzebeques (9%) e os Hazaras (9%), com diferentes culturas e versões diferentes do Islão.
James Fergusson pensa que foi a vontade de submeter o norte não Pashtun que desencadeou a terrível violência que se seguiu, e que no interior do movimento alguns pensavam que os Taliban se deveriam ter restringido aos territórios dos Pashtuns.
O primeiro grande revés do grupo tinha sido certamente em Mazar-e-Sharif, em 1997, onde após apenas quatro dias um levantamento popular os expulsou. A reconquista, em 1998, foi um dos piores massacres da guerra, com caça aos Hazaras, xiitas, portanto infiéis aos olhos dos Taliban. Os Hazaras continuaram a ser alvo de limpeza étnica/religiosa durante todo o conflito.
O movimento Taliban, apesar do seu começo idealista, transformou-se em pouco tempo em apenas mais um bando de senhores da guerra, semelhante aos que tinha combatido. As ligações do grupo ao governo do Paquistão e aos seus grupos religiosos de direita religiosa eram cada vez mais óbvias. Alegadamente, tropas paquistanesas combatiam lado a lado com os Taliban, assim como um grupo de militantes árabes sob o comando de Osama Bin Laden. Milhares de estudantes das madrassas paquistanesas acorriam ao Afeganistão para se juntar ao movimento.

## Condenação internacional
Controlando noventa por cento do Afeganistão por cinco anos, o regime talibã, que se autointitulava o "Emirado Islâmico do Afeganistão", ganhou, em 1997, o reconhecimento diplomático de apenas três países: Paquistão, Arábia Saudita e Emirados Árabes Unidos.
Os talibãs foram condenados internacionalmente pela aplicação severa da Xaria, que resultou no tratamento brutal de muitos afegãos, especialmente as mulheres. Os talibã fecharam todas as escolas para o sexo feminino, proibiram as mulheres de trabalhar fora de casa, impuseram-lhe o uso da burca, proibiram a televisão, a maior parte dos desportos e actividades recreativas, e ordenaram que todos os homens usassem barbas.
Durante o governo de 1996 a 2001, os Taliban e seus aliados cometeram massacres contra civis afegãos, negaram o fornecimento de alimentos a 160.000 civis e conduziram uma política de terra arrasada, queimando vastas áreas de terra fértil e destruindo dezenas de milhares de lares. Segundo as Nações Unidas, os Taliban e seus aliados foram responsáveis por 76% das baixas civis afegãs em 2010, 80% em 2011 e 80% em 2012. Os Taliban também destruíram inúmeros monumentos, incluindo os famosos Budas de Bamiyan, com 1500 anos de idade.
A ideologia dos Taliban foi descrita como uma combinação de uma forma "inovadora" da lei islâmica — sharia — baseada no fundamentalismo Deobandi e o islamismo jihadista salafista de Osama bin Laden com as normas culturais e sociais pashtun conhecidas como Pashtunwali.
A maioria dos membros do grupo Talibã cresceram em campos de refugiados no Paquistão e foram educados em madraças, onde também aprenderam táticas de guerrilha.

## Derrubada dos Taliban liderado pelos EUA
A mídia informou que o Talibã deram refúgio a Osama bin Laden. Após o ataque terrorista às Torres Gêmeas em Nova York, as forças dos Estados Unidos argumentaram que, como o Afeganistão teria decidido não entregar Bin Laden, o país seria atacado. Assim, derrubou-se o regime talibã e favoreceu-se, com o apoio de outros países, a instalação do governo liderado por Hamid Karzai.[carece de fontes?]
A facilidade da derrubada dos Talibã levou à tentação dos Estados Unidos de invadir o Iraque, um país designado como parte do chamado "Eixo do Mal", pelo presidente estadunidense George W. Bush. No entanto, após a invasão do Iraque e a posterior estagnação do sucesso internacional das forças de ocupação no Iraque, o Talibã recuperou a força, obteve um certo nível de controle político e aceitação na região de fronteira com o Paquistão e iniciou uma insurgência contra os Estados Unidos e contra o governo afegão constituído após as eleições gerais. Assim, passou a utilizar os mesmos métodos da resistência no Iraque, incluindo emboscadas e atentados suicidas contra as tropas ali estacionadas dos países europeus e dos Estados Unidos..[carece de fontes?]

## Reagrupamento

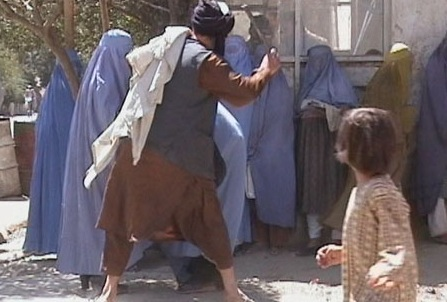
Talibans em Kabul, impondo o uso da burca, em Agosto de 2001. O episódio foi filmado pela RAWA (Associação Revolucionária das Mulheres do Afeganistão).

Os Talibã têm-se reagrupado desde 2004 e revivido como um movimento de insurgência forte, regido pelos Pashtuns locais e empreendendo uma guerra de guerrilha contra os governos do Afeganistão, do Paquistão e as tropas da OTAN, lideradas pela Força Internacional de Assistência para Segurança (ISAF). O movimento é composto principalmente por membros pertencentes a tribos da etnia pashtun, juntamente com voluntários de países islâmicos próximos como uzbeques, tadjiques, chechenos, árabes, punjabis e outros. Opera no Afeganistão e Paquistão, sobretudo em torno das regiões da Linha Durand. Os Estados Unidos afirmam que a sua sede é em Quetta (ou nas proximidades), no Paquistão e que o Paquistão e o Irã fornecem apoio ao grupo, apesar de ambas as nações negarem isso.
O mulá Mohammed Omar, na clandestinidade, liderou o movimento entre 1994 e 2013. Os comandantes originais de Omar foram "uma mistura de ex-comandantes de pequenas unidades militares e professores de madraça", enquanto que a sua linha de soldados é composta, principalmente, por refugiados afegãos que estudaram em escolas religiosas islâmicas no Paquistão. Os talibãs receberam um treinamento valioso, suprimentos e armas do governo paquistanês, em especial do Inter-Services Intelligence (ISI), e muitos recrutas das madraças dos refugiados afegãos no Paquistão, principalmente aqueles estabelecidos pelo Jamiat Ulema-e-Islam (JUI). Segundo o governo afegão, em uma declaração feita em julho de 2015, Omar teria morrido no Paquistão, sob circunstâncias não claras, em algum período em 2013. Dois anos depois, após a confirmação de sua morte, foi oficialmente sucedido por Akhtar Mohammad Mansour, que garantiu que o Talibã continuaria a lutar contra as potências da OTAN e o governo central do Afeganistão para estabelecer um estado islâmico na região. Porém, Mansour acabou falecendo também, em 21 de maio de 2016, vítima de um ataque de uma aeronave não tripulada americana. O governo paquistanês confirmou a morte dele. Foi sucedido por Hibatullah Akhundzada.

## Conversações de paz em 2018
Representantes dos Estados Unidos da América e dos Taliban têm-se encontrado para conversações de paz desde Outubro de 2018, enquanto os atentados terroristas do grupo continuam, atingindo também organizações de ajuda internacionais, por promoverem "corrupção moral, mistura de sexos e promoção dos valores ocidentais".

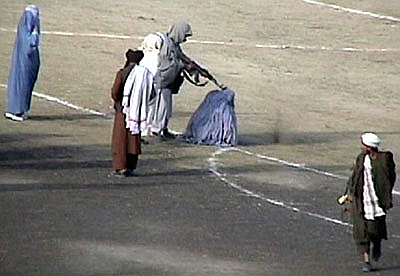
A execução pública de novembro de 1999 de Zarmeena, uma mulher afegã condenada por assassinar o marido enquanto ele dormia. A execução foi realizada pelos talibãs no estádio de Ghazi, em Cabul, no Afeganistão, e filmado com uma câmera escondida pela Associação Revolucionária das Mulheres do Afeganistão.

 As feministas, e as diversas organizações de defesa dos direitos da Mulher, afastadas das negociações, (assim como o próprio governo afegão) receiam que dado o historial anterior dos Taliban, tudo resulte por fim no agravamento da condição feminina no Afeganistão.
Um porta-voz dos Taliban no Catar, Sohail Shaheen, declarou ser falso que o movimento ataque civis. E acrescentouː "Somos vítimas de propaganda venenosa. Na verdade, estamos comprometidos com os direitos das mulheres e com a educação e o trabalho." "Mas" — acrescentou — "é claro que, como mulheres muçulmanas, elas devem ter todos esses direitos dentro dos valores islâmicos e afegãos".
Outras declarações dos Taliban em Moscovo tentam também esbater as memórias de mulheres sendo espancadas e assassinadas sob seu regime teocrático brutal, forçadas dentro de burcas e impedidas de deixar suas casas sem a companhia de um parente do sexo masculino. Afirmam que “o Islão deu às mulheres todos os direitos fundamentais, como negócios e propriedade, herança, educação, trabalho, escolha do marido, segurança, saúde e direito a uma boa vida”. No entanto, advertem que “a imoralidade, a indecência e a circulação da cultura não islâmica” foram impostas à sociedade afegã “em nome dos direitos das mulheres”.
A posição da Associação Revolucionária das Mulheres do Afeganistão (RAWA) é clara: "as conversações de paz com os Talibãs são insignificantes, hipócritas e simplesmente ridículas. Temos os talibãs de um lado, que são criminosos medievais, do outro, o regime fantoche composto pelos irmãos de credo dos talibã, e o terceiro actor, os EUA, que é o criador de ambos". Para a RAWA, o resultado dum acordo será apenas a multiplicação das misérias do povo afegão.

## Acordo de Paz de 2020

Situação militar no Afeganistão em Janeiro de 2019
Sob controle do governo afegão e seus aliados
Sob controle dos Taliban e seus aliados

Em 29 de Fevereiro de 2020, os Estados Unidos e os Taliban assinaram um acordo "para trazer a paz" em Doha, no Qatar. As disposições do acordo incluem a retirada de todas as tropas americanas e da OTAN do Afeganistão, um compromisso dos Taliban de impedir a Al-Qaeda de operar em áreas sob o seu controle e conversações entre os Taliban e o governo afegão. Os Estados Unidos concordaram com uma redução inicial do seu nível de forças de 13 000 para 8 600, seguida de uma retirada total no prazo de 14 meses se o Taliban cumprir os seus compromissos. Os Estados Unidos também se comprometeram a fechar cinco bases no prazo de 135 dias e irão rever as suas sanções contra os Taliban com a intenção de acabar com elas até 27 de Agosto de 2020.
No seu site oficial, os Taliban reivindicaram 405 ataques só nos 24 dias desde que retomaram as operações ofensivas após o chamado período de "redução da violência" concomitante com a assinatura do acordo EUA — Taliban, a uma média de cerca de dezassete ataques por dia.

## Vida sob o governo talibã
Algumas atividades que foram banidas do Afeganistão durante o regime Talibã:
- leitura de alguns livros;
- portar câmeras sem licença;
- cinema, televisão e videocassetes (considerados decadentes e promotores da pornografia ou de ideias não muçulmanas);
- internet;
- música;
- artes (pinturas, estátuas e esculturas de outras religiões);
- mulheres só podiam sair acompanhadas de um homem;
- empinar pipas (papagaios de papel) - (considerado perda de tempo, além de serem usadas em rituais hindus);
- fotografar mulheres e exibir tais fotografias;
- luta de cães;
- previsão do tempo;
- marinar alimentos.

### Ópio

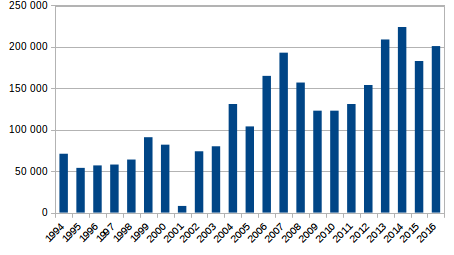
Hectares de cultivo de papoula do ópio entre 1994-2016 (com base em dados da ONU). Em janeiro de 2008, foi estimado que o Afeganistão foi responsável por 93% da produção mundial de papoula do ópio.

O cultivo do ópio foi sempre uma importante fonte de rendimento para os senhores da guerra afegãos, e os Taliban não foram excepção. Abdul Rashid, à frente da força antidroga em Kandahar, explicou que, ao contrário do haxixe, consumido também por afegãos e muçulmanos, o cultivo do ópio é permissível porque é consumido pelos kafirs (os infiéis) no Ocidente.
Quando os Taliban tomaram pela primeira vez Kandahar, declararam a intenção de eliminar todas as drogas. Porém, dentro de poucos meses chegaram à conclusão de que lhes seria útil ter lucros do negócio do ópio, e que qualquer proibição do cultivo voltaria contra eles os agricultores. Assim, uma "taxa islâmica" (zakat), que atingia os 20 por cento, começou a ser coletada sobre todos os distribuidores do produto.
Contudo, cerca de Julho de 2000, o líder dos Taliban, Mohammed Omar, declarou que o cultivo das papoilas do ópio era não islâmico. As plantações foram destruídas, e os transgressores punidos. Houve uma redução de 99% na área de cultivo de ópio nas áreas controladas pelo Talibã. No entanto, após o afastamento dos Taliban em 2001, tudo voltou á situação anterior.
A sinceridade dos motivos dos Taliban é posta em dúvida por alguns analistas, que pensam que poderia ser uma táctica para apaziguar os Estados Unidos da América e a comunidade internacional, numa altura em que o regime fundamentalista estava cada vez mais isolado. A proibição fez subir em flecha os preços do ópio no mercado, o que provocaria um bom lucro através dos estoques existentes. Alguns entrevistados em Helmand afirmam que antes da proibição ser decretada, os Talibã foram de casa em casa confiscando em cada uma cerca de 9 quilos de pasta de ópio. Embora o ópio fosse uma das principais fontes de rendimento do movimento, a proibição não pareceu afectá-lo.
Em 2009, uma reportagem da jornalista Jean MacKenzie concluiu que além do ópio, uma das principais fontes de financiamento dos Taliban é a própria ajuda financeira estrangeira que chega ao país, financiando projectos sobre os quais é cobrada uma percentagem pelos fundamentalistas. Um antigo ministro dos Taliban tentou apresentar uma visão inverossímil do movimentoː "Os Taliban não têm muitas despesas. Andam descalços e famintos, sem um tecto sobre as suas cabeças e com uma pedra como travesseiro".

### Opressão contra as mulheres

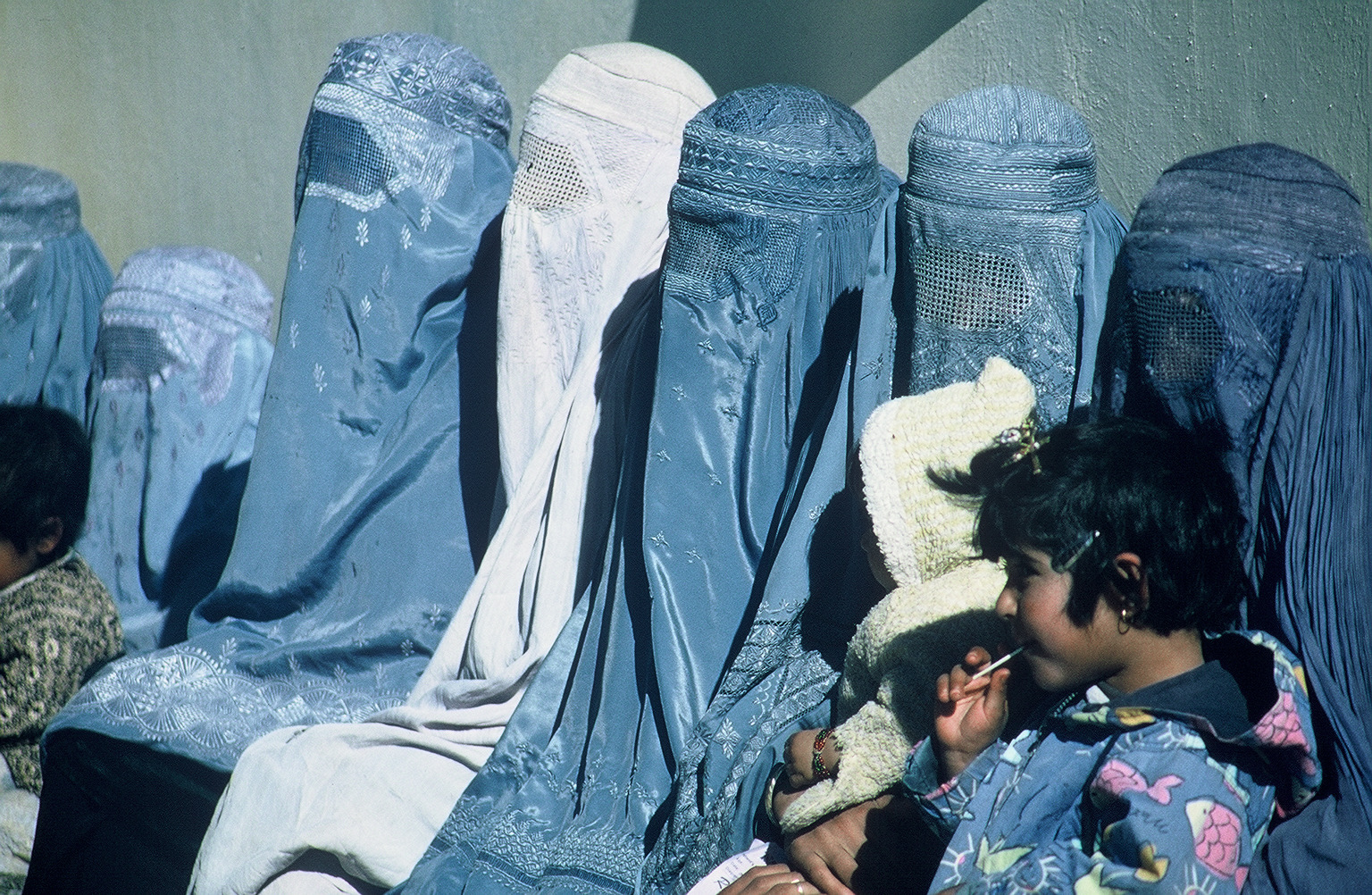
Grupo de mulheres afegãs (2003)

Desde o seu surgimento que o movimento dos Taliban conduziu uma autêntica "guerra contra as mulheres" em geral (e contra as crianças consequentemente), negando-lhes educação, trabalho e assistência médica. As mulheres foram forçadas a usar a burca - numa versão "melhorada" pelos Taliban, em que até a rede diante dos olhos foi mais apertada - proibidas de usar sapatos e meias brancas e de fazer ruído enquanto caminhavam, acompanhadas sempre por um chaperon masculino.
Em Cabul, por exemplo, existiam cerca de 30 mil mulheres viúvas, sem parentes do sexo masculino, por motivo da guerra, muitas sendo assim reduzidas à mendicidade na rua.
Os líderes talibãs provinham das mais pobres, mais conservadoras e menos escolarizadas províncias Pashtun do Afeganistão. Na vila do Mulá Omar, as mulheres sempre tinham usado o véu total, e não havia escolas sequer. Comenta Ahmed Rashid que Omar e os seus companheiros "transferiram o seu próprio meio, a sua própria experiência com as mulheres, ou a falta dela, para o país inteiro, e justificaram as suas políticas por meio do Alcorão."
Segundo o Physicians for Human Rights (Médicos pelos Direitos Humanos), 53% dos doentes graves não estavam a receber tratamento. O acesso aos cuidados de saúde era quase impossível para as mulheres. Na época do governo Taliban em Cabul, havia um único hospital onde as mulheres podiam ser tratadas. Aí, no entanto, o equipamento básico era pobre, os medicamentos faltavam, e não havia água corrente. Para poderem ser tratadas, as mulheres tinham de ser acompanhadas por um familiar do sexo certo, isto é, o masculino. Os médicos não podiam examinar ou tratar mulheres, e as médicas tinham sido afugentadas. Para manter tal estado de coisas, os Taliban estavam regularmente presentes nos hospitais. Inspirada na Arábia Saudita, foi criada a assim chamada polícia de "Prevenção do Vício e Promoção da Virtude".
O estatuto das mulheres foi, segundo as palavras de Barbara Bick, forçado até ser "mais baixo do que uma besta de carga".
Contudo, a menorização das mulheres, o asco e até ódio ao sexo feminino, não eram exclusivos dos Taliban, apenas existiu uma diferença na intensidade. Já tinham sido uma característica também dos diversos senhores da guerra, e estava presente no Pashtunwali, o código não escrito de costumes Pashtun. No mundo tribal dos pashtuns, os casamentos das jovens são decididos pelos familiares, são combinados por um preço a pagar ao pai da noiva, e existem crimes de "honra" por supostas más condutas sexuais. A Mulher é o receptáculo da "honra", mas não é mais considerada por isso.
É muitas vezes citada no Afeganistão a fraseː "As mulheres são para as crianças, os rapazes para o prazer". AnnaMaria Cardinalli, como membro feminino duma equipa do exército norte-americano, a Human Terrain Team AF-6, teve oportunidade de observar in loco em 2009 os modos da sexualidade afegã em território pashtun. As suas observações foram consideradas "explosivas"ː a prevalência de um comportamento homossexual entre os homens, o abuso sexual de rapazinhos por homens mais velhos durante incontáveis gerações, o desprezo pelas mulheres, submetidas a sucessivas gravidezes logo desde os seus casamentos precoces. Cardinalli menciona a sua perturbação ao ver famílias chefiadas por homens aparentemente vigorosos, mas com as suas mulheres desnutridas e fracas. Ela considera "fascinante" a reação dos homens afegãos à sua presença na equipaː uma combinação de desconforto, desdém e até um certo grau de repulsa.

### Outras religiões

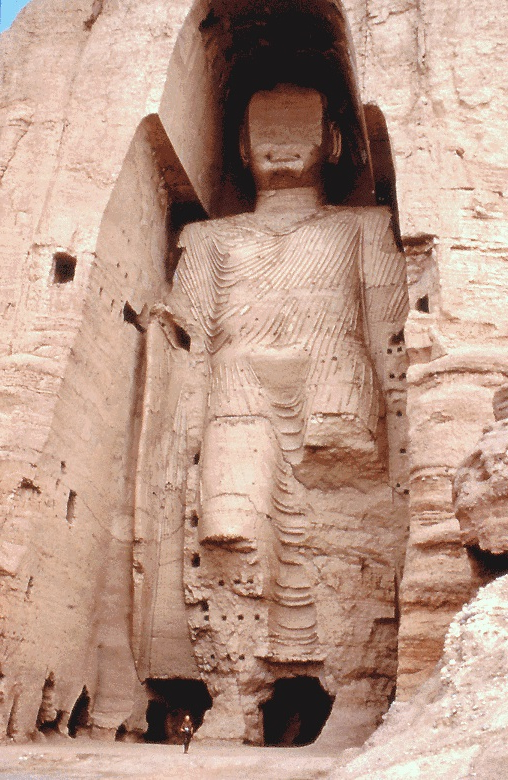
Estátua de Buda em Bamyan, antes de sua destruição pelos talibãs

Em março de 2001, o Talibã ordenou a destruição de duas gigantescas estátuas de Buda em Bamiyan: uma, com 38 metros de altura e 1 800 anos de idade e outra, com 52 metros de altura e 1 500 anos de idade. O ato foi condenado pela UNESCO e por vários outros países do mundo, incluindo o Irã.
Em face de conflitos com anciões de religião hinduísta, que frequentemente eram confundidos com islâmicos que haviam desrespeitado a ordem de não rasparem as barbas, os talibãs decretaram, em maio de 2001, que os hindus e membros de outras religiões usassem um símbolo amarelo como identificação. Esta ordem foi, posteriormente, modificada em junho para obrigar os hindus a usarem uma carteira de identidade especial. O ato de empinar pipas (papagaios de papel), presente em alguns rituais hindus, foi banido por ser considerado perda de tempo.[carece de fontes?]
As conversões de islâmicos a outras religiões foram banidas (o afegão era punido com a morte e o estrangeiro, expulso).[carece de fontes?]

### Relacionamento com Osama Bin Laden
Em 1996, o saudita Osama bin Laden retornou ao Afeganistão, a convite do senhor da guerra Abdul Rasul Sayyaf, conforme algumas fontes, e fez de Jalalabad a sua base. Em Fevereiro de 1997, o governo Taliban de Cabul recusou um pedido dos EUA para expulsar Bin Laden. Em Março de 1997, após sofrer um atentado, Bin Laden mudou-se para Kandahar, a praça forte dos Taliban.
Em Outubro de 1999, o Conselho de Segurança das Nações Unidas exigiu que o regime Taliban entregasse Bin Laden a um país onde fosse possível julgá-lo. Os Taliban recusaram, argumentando que Bin Laden era seu convidado.
Por fim, em resposta aos atentados de 11 de setembro de 2001, os Estados Unidos e seus aliados invadiram o Afeganistão à caça de Osama Bin Laden, que estava refugiado no país, sob a proteção do regime Taliban. A missão não alcançou seu objetivo, e apenas em 2011, dez anos após os ataques de 11 de setembro, Osama Bin Laden foi assassinado no Paquistão por uma equipa de comandos de elite dos EUA. A operação já estava sendo planejada desde setembro de 2010 pelo governo estadunidense: o presidente Barack Obama já havia se reunido cinco vezes com a cúpula do serviço de inteligência para organizar a operação de resgate e captura do terrorista. Apesar da morte de Bin Laden, a Al Qaeda, embora enfraquecida, não terminou.

## Retomada do poder

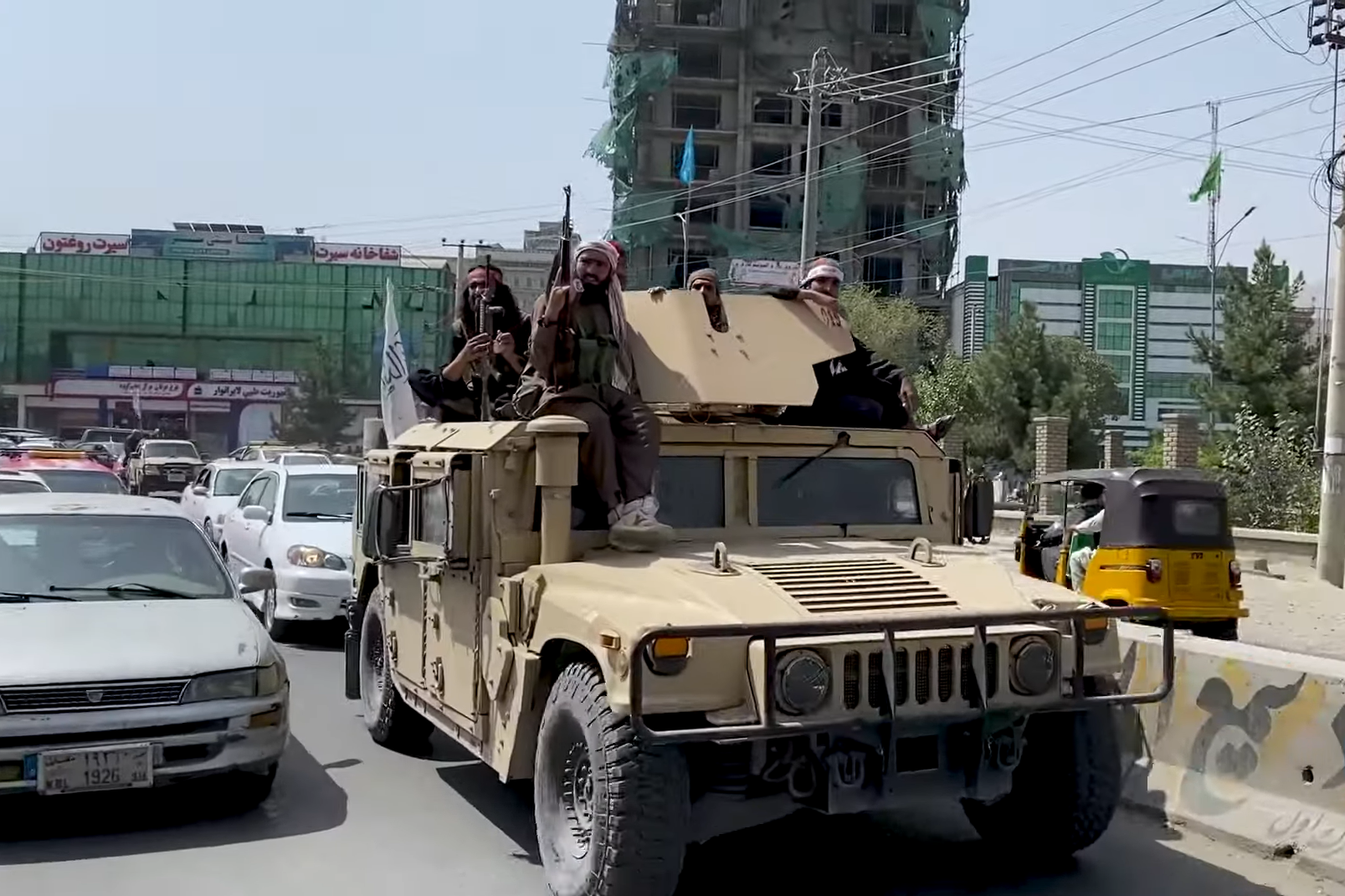
Insurgentes do Talibã em um Humvee capturado durante Queda de Cabul

Desde 14 de Abril de 2021, quando o Presidente dos EUA Joe Biden anunciou a retirada de todas as tropas americanas do Afeganistão, os talibãs assumiram o controle de mais de 50 distritos. Em 20 de junho, os Talibãs controlavam 124 dos 398 distritos do país. A partir de 29 de Junho, os talibãs já controlavam 157 dos 398 distritos do país.
Em maio de 2021, os talibãs iniciaram uma ofensiva generalizada contra o governo afegão. Em 6 de agosto, a cidade de Zaranj foi tomada pelos insurgentes, se tornando a primeira capital de província afegã a cair nas mãos do talibã. Nas próximas duas semanas, mais de 200 distritos e trinta outras capitais de província foram conquistadas. Em 15 de agosto, o Talibã já havia infiltrado a capital Cabul e no dia seguinte já controlavam a cidade.
Em 15 de agosto, o Ministério do Interior do Afeganistão anunciou que as forças do Talibã começaram a conquistar a capital Cabul, vindas de todos os lados. No mesmo dia, o então presidente do país, Ashraf Ghani, eleito em 2014, deixou a capital para refugiar-se no Tajiquistão. O ex-ministro do interior afegão, Al Ahmad Jalali, anunciou que assumiria a liderança de um governo de transição, mas o Talibã negou, querendo o poder rápido e completo, com Mulahh Abdul Ghani Baradar assumindo a chefia de estado. O Afeganistão, com a tomada de poder pelo Talibã,  ficou à espera da proclamação da ditadura teocrática totalitária islâmica do Emirado Islâmico do Afeganistão.
Com medo muitos afegãos, contrários ao grupo, fugiram para o aeroporto da cidade e tentaram embarcar nos aviões. Algumas pessoas tentaram, literalmente, subir nas aeronaves mas caíam logo após os voos.
Em Maio de 2022, os Taliban ordenaram que todas as mulheres afegãs passassem a usar burca. O decreto assinala  também  que é melhor para as mulheres ficarem em casa,  se não tiverem trabalho importante fora dela. "Queremos que as nossas irmãs vivam com dignidade e segurança", disse Khalid Hanafi, o ministro em exercício no chamado Ministério do Vício e da Virtude dos Talibãs. Apesar das promessas feitas, a educação  feminina a partir dos 12 anos de idade também foi abolida.